# Naveed
| Críticas profissionais                                                      | Críticas profissionais |
| Avaliações da crítica                                                       | Avaliações da crítica  |
| Fonte                                                                       | Avaliação              |
| --------------------------------------------------------------------------- | ---------------------- |
| allmusic                                                                    | link                   |
| Esta tabela precisa de ser acompanhada por texto em prosa. Consulte o guia. |                        |

Naveed é o álbum de estreia da banda Our Lady Peace, lançado em 21 de março de 1995.

## Faixas
Todas as faixas escritas e compostas por Our Lady Peace e Arnold Lanni, letras de Raine Maida. 
1. "The Birdman" — 5:15
2. "Supersatellite" — 3:44
3. "Starseed" — 4:07
4. "Hope" — 5:15
5. "Naveed" — 5:51
6. "Dirty Walls" — 3:46
7. "Denied" — 5:00
8. "Is It Safe?" — 3:48
9. "Julia" — 3:59
10. "Under Zenith" — 3:45
11. "Neon Crossing" — 3:11

## Desempenho nas paradas musicais
| Parada musical (1995)            | Posição |
| -------------------------------- | ------- |
| Estados Unidos - Top Heatseekers | 26      |

## Créditos
- Chris Eacrett — Baixo
- Raine Maida — Vocal
- Jeremy Taggart — Bateria, percussão
- Mike Turner — Guitarra elétrica
- Phil X — guitarra solo em "Denied"